# Унісекс громадські вбиральні

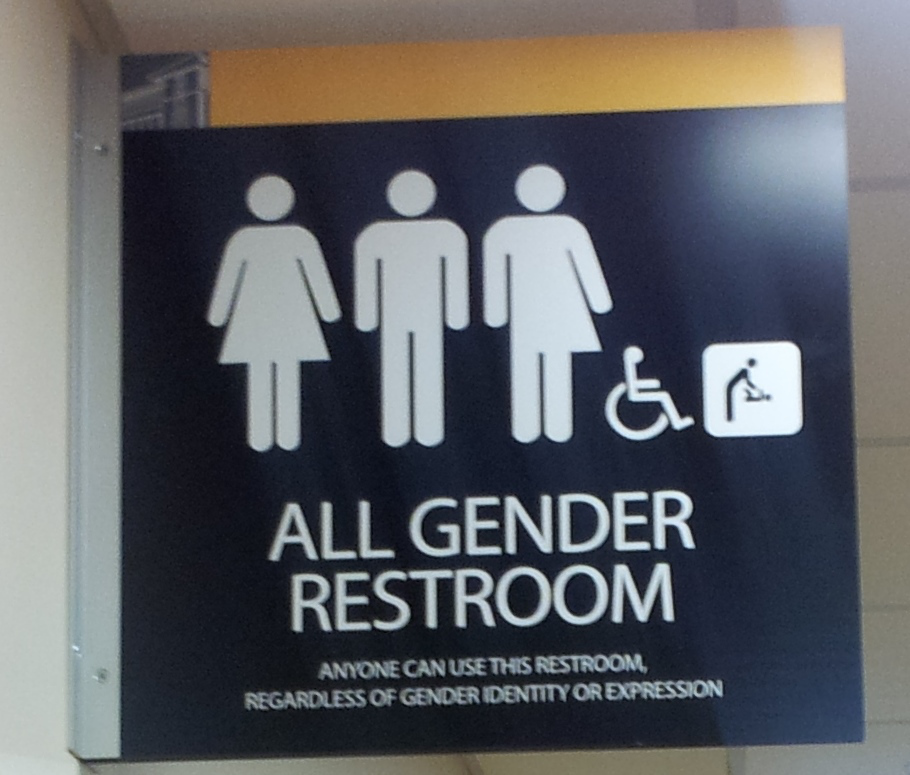
Піктограма унісекс туалету в Сент-Полі, штат Міннесота, під якою є слова «Туалет для усіх статей. Будь-хто може скористатися цією вбиральнею, незалежно від статевої ідентичності або виразу».

Термін унісекс громадські туалети, звані також ґендерно-інклюзивні, ґендерно-нейтральні або всіх статей, змішані ванні кімнати і туалети, або тільки туалети, відноситься до громадських вбиралень, не відділенні для окремої статі. Унісекс громадські вбиральні можуть принести користь цілому ряду людей із особливими потребами або без них (наприклад, люди з інвалідністю, літні люди та всі, хто потребує допомоги когось іншої статі). Вони також цінні для батьків, яким потрібно допомогти немовляті чи маленькій дитині у користуванні туалетом.
Громадські унісекс вбиральні приймають різні форми. Вони можуть бути однокімнатними приміщеннями, де передбачена лише одна окрема кімната або огородження, або багатокористувацькими приміщеннями, які відкриті для всіх і де користувачі можуть або спільно використовувати раковини на відкритому майданчику, або кожен має власну раковину у своїй приватній кабінці. Громадські туалети унісекс можуть або заміняти одностатеві туалети, або можуть бути доповненням до одностатевих туалетів.
Громадськими унісекс вбиральнями можуть користуватися люди будь-якої статі чи ґендерної ідентичності. Такі туалетні приналежностівбиральні можуть принести користь трансґендерним групам та людям, що не належать до ґендерної бінарності. Розділення статі в громадських туалетах (також зване статевою сегрегацією), на відміну від унісекс туалетів, — це поділ громадських туалетів на чоловічі та жіночі. Це розділення іноді забезпечується місцевими законами та будівельними нормами. Ключові відмінності між чоловічими та жіночими громадськими туалетами в більшості західних країн включають наявність пісуарів для чоловіків та хлопців та санітарних контейнерів для утилізації засобів гігієни менструального циклу для жінок та дівчат. Санітарні контейнери можуть бути легко включені до унісекс громадських туалетів.
Історичні цілі розділення за статтю туалетів — захист від сексуальних домагань та конфіденційності, ймовірно, були двома головними цілями розділення громадських туалетів, такі фактори, як мораль, також відігравали роль. :228, 278, 288–89 Патерналізм та опір жінкам, які отримали робочі місця, також могли зіграти свою роль. Деякі жіночі групи  стурбовані тим, що унісекс громадські туалети будуть менш безпечними для жінок, ніж громадські туалети, розділені статтю. Трансґендерні активісти вже давно наполягають на ґендерно нейтральних вбиральнях, щоб забезпечити безпечне місце для тих, хто не є ґендерно бінарним.

## Термінологія

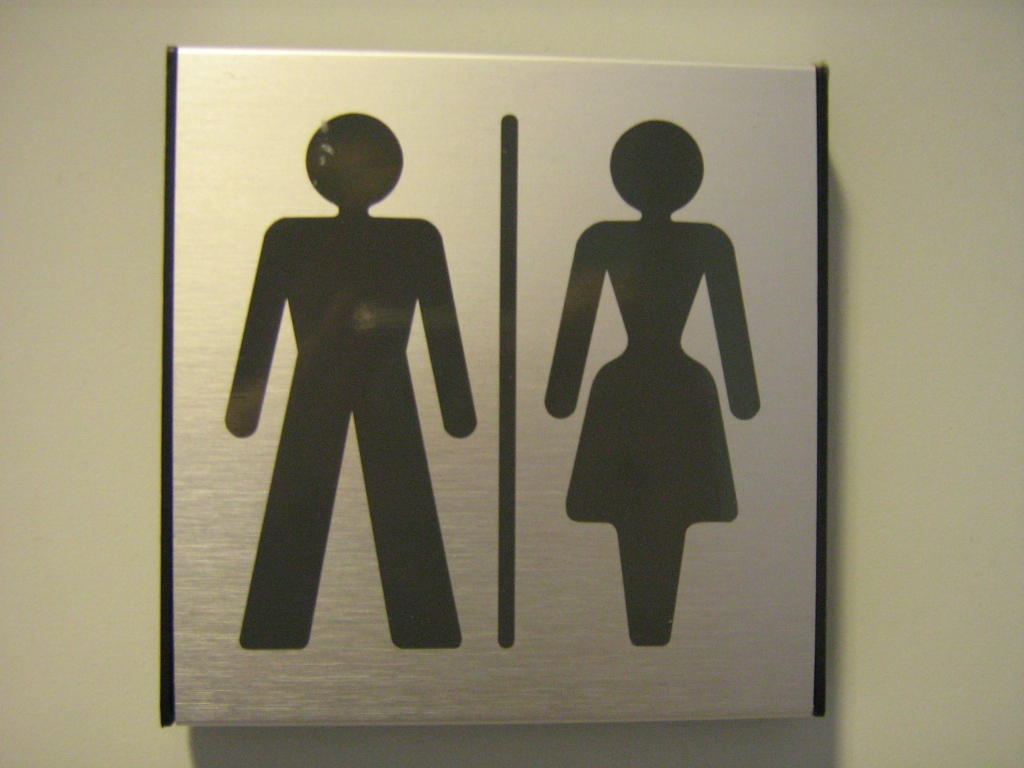
ґендерно нейтральний знак туалету на кафедрі соціології Гетеборзького університету, Гетеборг, Швеція

Для унісекс громадських туалетів використовується кілька альтернативних термінів. Деякі надають перевагу універсальним туалетам, ґендерно нейтральним туалетам, вільним від ґендерних або універсальним туалетам або просто вбиральням. Зовсім недавно став використовуватись термін «усі користувачі». Однак деякі  заперечують проти терміна «ґендерно нейтральний» та подібні терміни, вважаючи, що ці терміни не є справді нейтральними. Вони також заперечують проти заміни слова «стать» словом «ґендер». Такі люди часто висловлюють перевагу терміну «змішана стать». Але як би хтось їх не називав, це туалети, якими (теоретично) може користуватися будь-хто, незалежно від статі, ґендерної ідентичності чи вигляду.

## Типи конструкцій
Деякі унісекс громадські туалети призначені для використання людьми з інвалідністю. Вони можуть розмістити людей з інвалідністю, людей похилого віку, яким може знадобитися допомога опікуна іншої статі, або в інших випадках, коли державні заклади, відокремлені за статтю, можуть спричинити дискомфорт.
Громадські унісекс вбиральні також поширені в тих випадках, коли простір обмежений, наприклад, в туалетах для літаків та туалетах пасажирських поїздів.
Можна виділити кілька типів:
- Одномісне розміщення, де передбачена лише одна кімната. Цією кімнатою можуть користуватися відразу кілька людей, наприклад, цілою родиною, опікуном, який допомагає людині, яка потребує допомоги.
- Багатокористувацькі приміщення, які відкриті для всіх і де користувачі можуть або спільно використовувати раковини на відкритому майданчику, або кожен має власну раковину у своїй приватній кабінці.
- Повторне маркування існуючих багатокабінетних громадських туалетів, без реальних змін. Цей підхід було застосовано в одному районі у Барбікан-центрі у Великій Британії, де деякі туалети стали спільними.[10]

Пісуари пропонуються в основному в громадських туалетах для чоловіків, причому жіночі пісуари є лише нішевим продуктом. Скасування всіх пісуарів призведе до втрати переваг ресурсів та зручності для користувачів чоловічої статі, не покращуючи санітарію та час очікування для жінок. Ще однією можливістю було б пропонувати окремі пісуари для чоловіків та жінок або піссуари унісекс, якими можуть користуватися як чоловіки, так і жінки, що дозволяє збільшити гнучкість використання. Однак це підняло б проблему домовленості. Одним із варіантів було б продовжувати пропонувати пісуари рядами, з розділенням екранами. Однак сумнівно, чи буде менш прийнятне середовище порівняно з туалетами-кабінками сприйняте. Через соціально-культурні домовленості, концепція чоловіків / хлопців, які мочаться спиною, видимою для жінок / дівчат, могла б створити незграбність для обох статей, і в даний час здається дивною та суперечить загальній моралі та етикету для багатьох користувачів.
Жінки / дівчата часто проводять більше часу в туалетних кімнатах, ніж чоловіки / хлопці, як з фізіологічних, так і з культурних причин. Вимога використовувати кабінку, а не пісуар, означає, що сечовипускання займає більше часу, а санітарія є набагато більшою проблемою, часто вимагає більш ретельного миття рук. Жінки також частіше відвідують туалети. Інфекції сечовивідних шляхів та нетримання сечі частіше зустрічаються у жінок. Вагітність, менструація, годування груддю та зміна підгузок збільшують використання. Громадські унісекс вбиральні можуть полегшити цю проблему, забезпечивши рівний санітарний простір для всіх статей, усуваючи перспективу невикористаних кабінок у чоловічих туалетах.
Деякі стверджують, що дворівнева система також створює «туалетний апартеїд», виключаючи жінок / дівчат із важливих процесів соціальних мереж у чоловічих туалетах. Важливі домовленості та рішення чоловіків / хлопців іноді приймаються на пісуарі, де жінки в даний час виключені.

## Приклади законодавства та країни

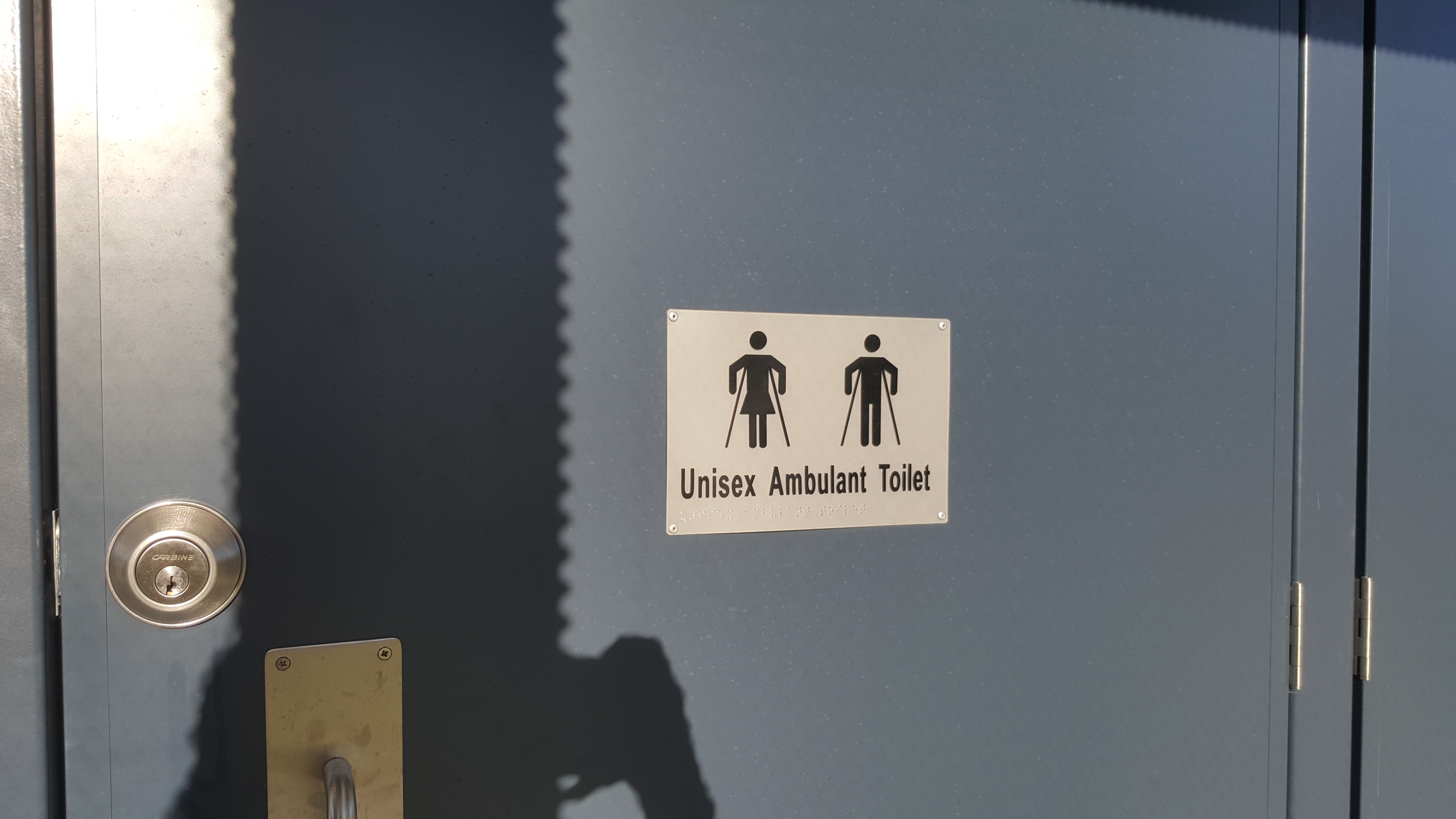
Туалетний знак для «універсального туалету швидкої допомоги» (доступний туалет) у парку в Брисбені, Австралія

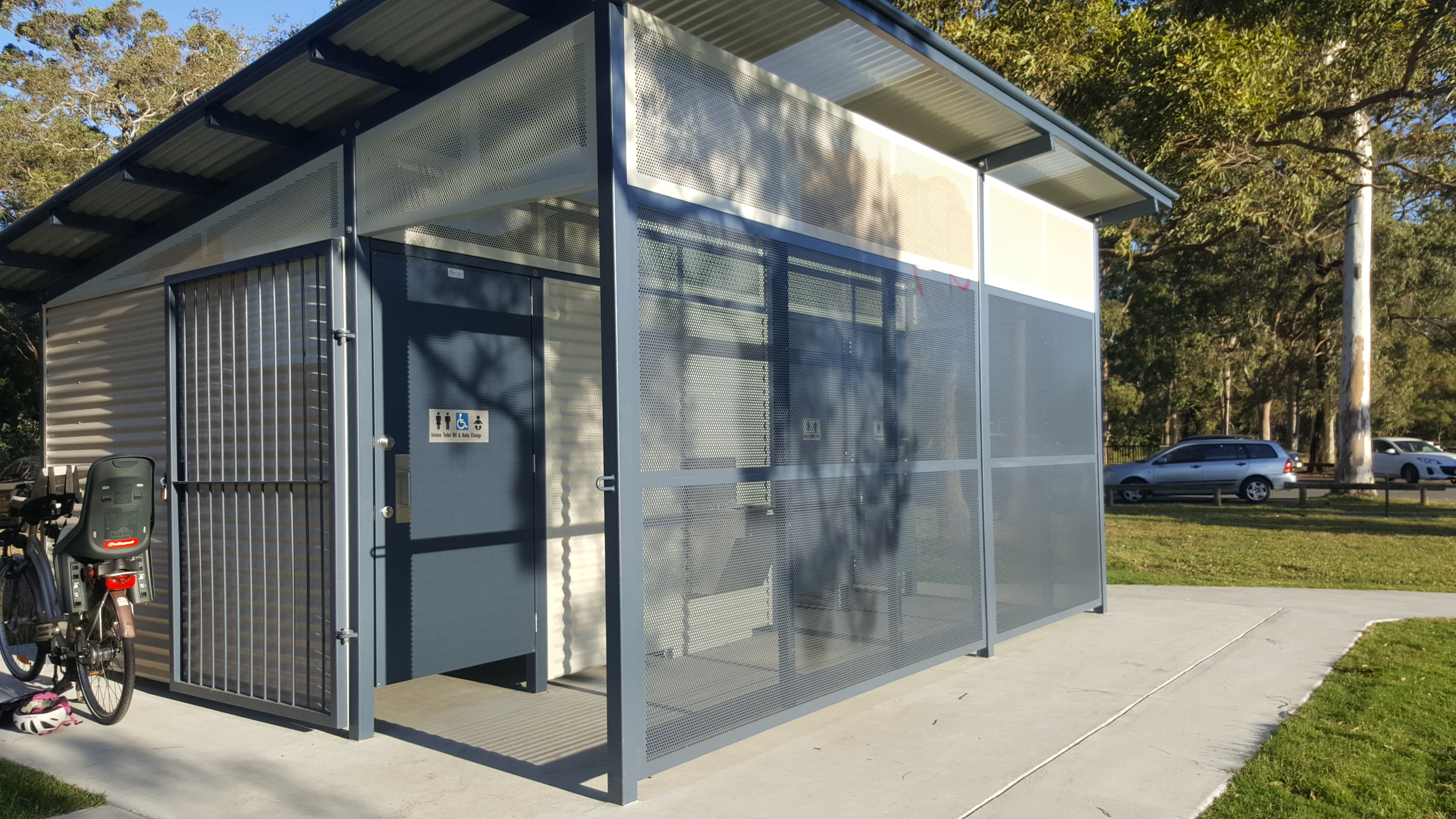
Туалетний блок у парку в Брисбені, Австралія: туалетний блок має дві кабінки, обидві позначені як унісекс та доступні туалети, та має раковину поза кабінами для миття рук.

### Канада
У квітні 2014 року Рада парку Ванкуверу вирішила встановити унісекс туалети в громадських будівлях з різними знаками для їх ідентифікації. Серед обговорюваних варіантів був веселковий трикутник (на основі рожевого трикутника, використовуваного під час Голокосту), ґендерний символ «все включено», піктограма, що представляє туалет, або фрази «умивальник» або «ґендерно-нейтральна вбиральня», розміщені біля входу в туалет. За даними канадської інтернет-газети Global News, багато різних регіонів Канади пропонують унісекс унітази та інші ґендерно-нейтральні об'єкти, але Ванкувер був першим муніципалітетом, який змінив будівельні норми та вимагав будувати унісекс туалети в громадських будівлях. За словами комісара Тревора Локе, цей рух мав на меті змусити всіх почувати себе привітними: «Ми вважаємо, що рекомендація щодо універсальних вбиралень є гарною ідеєю […] [ми] будемо використовувати більш інклюзивну мову, засновану на Кодексі прав людини».

### Китай
унісекс вбиральні в Китаї з'явилися в 2013 року в Шеньяні та Ченду в 2015 року. У 2016 році Шанхай, відкрив свій перший громадський унісекс туалет біля річки Чжанцзябінь у парку в районі Пудун. Багато з цих туалетів відкрилися в районах з великим трафіком для зручності всіх користувачів, а не спеціально для вигоди сексуальних меншин. У травні 2016 року громадська організація, що базується в Пекіні, розпочала кампанію «Всі ґендерні туалети» з метою поінформованості про цю проблему в Китаї. Це призвело до того, що ще близько 30 місць відкрили унісекс громадські туалети.

### Сполучені Штати
У деяких громадських приміщеннях Сполучених Штатів є унісекс туалети. Cooper Union, Нью-Йорк, штат Нью-Йорк, був першим коледжем у країні, який де-ґендеризував усі свої ванні кімнати в університетському містечку в 2015 році.

## Історія туалетів, розділених за статтю
Існують суперечливі теорії щодо того, як і чому громадські туалети (або «ванні кімнати» у Сполучених Штатах) вперше розділилися за статтю в США та Європі.

### Західна сексуальна сепарація як сучасний розвиток
Відповідно до однієї теорії, запропонованої Террі Коганом, розділення статі як стандарт став в США лише наприкінці XIX століття. Теорія полягає в тому, що це стало відображенням змін і зростанням ролі жінок у суспільстві, тобто після того, як жінки увійшли до робочої сили на фабриках. Массачусетс, можливо, був першим штатом, який у 1887 році прийняв закон про розподіл статі. Він отримав назву «Закон про забезпечення належних санітарних норм на фабриках і в цехах». Закон вимагав, щоб установи мали окремі туалети на підприємствах. Закон передбачав наявність відповідних та окремих туалетів для жінок на робочому місці.
Першим громадським туалетом для жінок у Великій Британії був Лонгхаус Віттінгтона, але деякі вчені  стверджують, що зазвичай там було приміщення для обох статей, і що лише у вікторіанську епоху розпочався розподіл статі в туалеті. До сучасного промислового періоду туалети часто були комунальними та змішаними. Лише в дев'ятнадцятому столітті, з дедалі суворішими заборонами на показ тіла та появою жорсткої ґендерної ідеології, візуальна приватність та просторове розділення статей були введені в дизайн громадських туалетів.
Вважається, що найбільш ранній приклад роздільного громадського туалету стався в Парижі (Франція) в 1739 році на балу.

### Досучасна Західна сепарація статі
Згідно з іншим поглядом, запропонованим В. Бурлетт Картер, розділення статі вже давно стало стандартом у США та Великій Британії та більшості світу, де добробут жінок цінувався. Вона стверджує, що коли люди використовували нічні горщики, розділення статі можна було досягти, помістивши горщик у відокремлений простір. У приватних приміщеннях одноразового використання та подібних приміщеннях це розділення було досягнуто, дозволивши одночасно користуватися простором лише одній «статі». :295 У багатопрофільних приміщеннях це було досягнуто або тими ж засобами, або окремими просторами для статей. Швидше за все, основними причинами створення цих розділених за статтю просторів були безпека та приватне життя жінок та дітей. Побоювання щодо небажаної вагітності та продовження роду були додатковими міркуваннями.  Деякі з них були пов'язані із занепокоєнням з приводу зґвалтування чи моральних поглядів на те, як і коли жінки повинні завагітніти (наприклад, заперечення проти дошлюбного сексу). Докази також свідчать про те, що в попередні століття, коли люди прагнули створити унісекс простори для тих, хто їх хотів чи потребував, влада чинила опір. :263–64

### Основне обгрунтування розділення статі
Одна з теорій стверджує, що існували чотири основних обгрунтування створення туалетів, розділених за статтю, як це було детально описано в державних статутах та відповідній літературі в XIX столітті: санітарія, приватність жінок, захист жіночих тіл, які вважалися слабшими, і захист соціальної моралі, особливо це стосувалося ідеології окремих сфер XIX століття. Сорок три держави прийняли подібне законодавство до 1920 р. Інші стверджують, що безпека та конфіденційність були двома головними цілями розділення статі (хоча такі фактори, як мораль, також відігравали роль). :228, 278, 288–89 Наприклад, у Нью-Йорку в 1886 році інспектори фабрик просили окремі туалети з побоювань жінок, які приходили до них із скаргами на сексуальні домагання. Влада, яка піклувалася про ці проблеми, намагалася відповісти на ці занепокоєння, вимагаючи розділення. Дійсно, ці закони, ймовірно, були одними з перших законів про антисексуальні домагання.

### Контроверсійність
Позови про дискримінацію, що є основою сепарації між статями, насправді можуть завдати шкоди жінкам, оскільки вони можуть перекручувати історію жінок; насправді вони можуть бути представлені в основному для надання допомоги іншим вразливим групам. :289–90Насправді боротьба жінок за рівність складно пов'язана із зусиллями щодо захисту від сексуального насильства та сексуального насильства :287-290, 258-254 Інтерпретація історій громадських туалетів, які стверджують, що патріархат та сексизм в першу чергу сприяли розділенню статей, ставиться до негативного досвіду жінок із сексуальними домаганнями так, ніби їх не існує. Такі підходи створюють конфлікт інтересів між захистом жінок та досягненням інтеграції транс-жінок. :287-290, 258-254

## Суспільство та культура

### Країни, що розвиваються
Як в розвинених країнах, так і в країнах, що розвиваються, багато організацій, що займаються водопостачанням, санітарією та гігієною (WASH), стверджують, що окремі туалети для хлопчиків та дівчаток у школі дуже важливі для того, щоб дівчата почувались комфортно та безпечно, користуючись санітарними приміщеннями в школах. Наприклад, у 2018 році ЮНЕСКО заявила, що одностатеві туалети необхідні для подолання бар'єрів для навчання дівчат. Це занепокоєння може потенційно стосуватися і хлопчиків, особливо якщо зберігаються відкриті пісуари. Як альтернативу, деякі стверджують, що універсальні шкільні туалети можуть надаватися в школах на додаток до розділених за статтю (що часто трапляється вже у випадку з туалетами для людей з інвалідністю).
WaterAid вивчає варіанти відповідних універсальних громадських туалетів у країнах, що розвиваються. У 2017 році вони заявили, що такі різновиди ґендерно нейтральних / змішаних вбиралень, де люди можуть отримати доступ до всіх туалетів незалежно від їх статі, не рекомендується в контексті, коли це може збільшити ризик насильства щодо жінок або трансґендерних людей, або де це вважається культурно недоречним. Багато жінок, особливо ті, які в минулому були жертвами сексуального насильства, відстоювали право продовжувати користуватися вбиральнями лише для жінок, щоб мінімізувати ризик будь-якого сексуального домагання в громадських туалетах.
Деякі активісти віддають перевагу громадським туалетам для третьої статі, якими користуватимуться лише трансґендери. Ступінь згоди або розбіжності з таких питань важко оцінити. Однак, це все ще обговорюється. Деякі захисники стверджують, що це посилить стигму та призведе до заборони людям відвідувати туалети тієї статі, з якою вони ототожнюються. Стверджувалося, що в деяких африканських країнах, де трансґендери переслідуються, цей варіант, швидше за все, не принесе їм жодної вигоди.

### Люди, що не відповідають статі

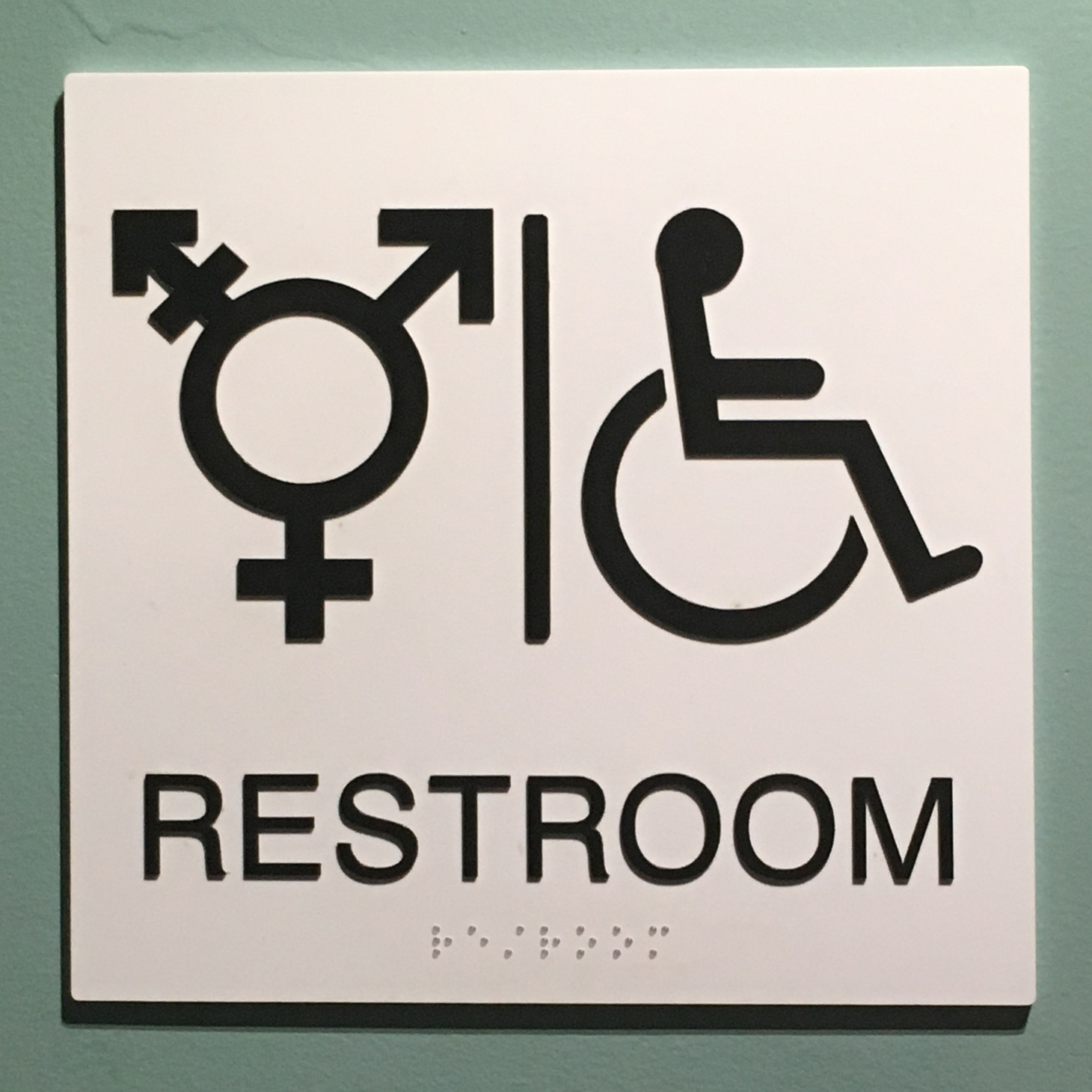
Деякі туалети використовують комбінований ґендерний символ для позначення ґендерно нейтрального або трансґендерного громадського туалету

У 2013 р. громадські активісти стверджували, що загальні громадські туалети створені для забезпечення доступності для всіх членів суспільства. Вони стверджують, що унісекс громадські туалети можуть усунути дискримінацію та переслідування людей, які, як вважають, перебувають у «неправильному» туалеті.
Активісти стверджують, що громадські туалети та санітарно-гігієнічні споруди історично не відповідали потребам ЛГБТІК- спільнот. Вони стверджують, що це питання стосовно права людини на воду та санітарію, а також з точки зору Цілі сталого розвитку 6, яка спрямована на загальний доступ до санітарії та їх бачення ґендерної рівності.
Активісти стверджують, що особи, які не належать до ґендерного бінару, стикаються з переслідуваннями та загрозою фізичного насильства, не маючи доступу до ґендерно нейтральних ванних кімнат. Багато злочинів на ґрунті ненависті сталося після того, як трансґендери користуються вбиральнею.
Статеве відокремлення громадських туалетів почало набирати популярності як суперечливе питання трансґендерної ідентичності в політиці США в 2010 році. Стверджувалося, що відвідування туалету, розділеного статтю, вимагає від людей самостійного відокремлення, і що деякі трансґендери повідомляють, що їх закидають запитаннями щодо того, який громадський туалет вони вирішили використовувати, а згодом «роблять все можливе, щоб взагалі відмовитись від громадських туалетів».
На початку двадцять першого століття, з посиленням трансґендерної спільноти, було кілька ініціатив, які закликали забезпечити універсальні громадські туалети, а не лише чоловічі та жіночі, для кращого розміщення небінарних осіб. Це стає дедалі суперечливішим питанням, про що свідчать битви за Закон про конфіденційність та безпеку державних об'єктів Північної Кароліни 2016 року. Трансґендерні та ґендерно варіативні особи також можуть зазнавати переслідування чи навіть нападу з боку інших, ображених присутністю особи, яку вони трактують як іншу анатомічну стать.

### Критика
Деякі противники унісекс громадських туалетів стверджують, що повністю усунути розділення статі або визначити унісекс місця як норму не є загальним, і що підхід виключає жінок.
Противники унісекс громадських туалетів часто посилаються на занепокоєння тим, що там жінки та діти частіше зазнають домагань та сексуального насильства. Безпека у громадських туалетах залишається серйозною проблемою для жінок. Відео запис людей у приватні приміщення без їхньої згоди (наприклад, встановлення шпигунських камер) також є проблемою.
Прихильники одностатевих туалетів вказують на специфічні потреби жінок, такі як гігієна менструального циклу, і стверджують, що для цього необхідна сегрегація статі в громадських туалетах з міркувань особистого комфорту та конфіденційності, і що це особливо актуально для дівчат-підлітків.
Деякі жіночі групи  (включаючи деякі феміністичні та лесбійські групи), виступили проти того, щоб унісекс туалети стали нормою, виходячи з проблем безпеки більшості жінок та потреби в безпечних місцях. У Великій Британії такі групи, як WomansPlaceUK, висунули звинувачення в забезпеченні «безпечних» приміщень для жінок, стверджуючи, що небезпека сексуального домагання буде збільшена для жінок. Вони стверджують, що вони підтверджують існування трансґендерних людей та їх право на захист, але права жінок, як вони їх бачать, також повинні бути визнані. У цьому відношенні дискусія зосереджена навколо пропозицій Великої Британії щодо внесення змін до Закону про визнання статі, щоб змінити процес отримання свідоцтва про визнання статі на такий, що стосується самоідентифікації. Прихильники унісекс просторів та доступу шляхом самозаяви відхилили ці заяви. У Великій Британії транс-люди роками мають законну можливість користуватися послугами, що відповідають їхній ґендерній ідентичності.